# Sabotage (nummer)
Sabotage is een nummer van de Beastie Boys dat is verschenen in 1994. Het is de eerste single van het vierde studioalbum Ill Communication. 
Het nummer is een hiphopnummer dat gekenmerkt wordt door een hoog tempo en rockgestileerde gitaarriffs. Halverwege het nummer vindt een break plaats, maar na een maat gaat men weer verder met spelen. De tekst van het nummer verwijst naar het Watergateschandaal uit de jaren zeventig ("I'm gonna set it straight, this Watergate").
Sabotage is vooral bekend geworden vanwege de videoclip bij het nummer, die geregisseerd is door Spike Jonze en het zorgde voor zijn doorbraak als regisseur. De videoclip is een hommage aan (of parodie op) bekende politieseries uit de jaren zeventig zoals Starsky and Hutch. De clip is bedoeld als de openingscredits van een politieserie die Sabotage heet.

## NPO Radio 2 Top 2000
| Nummer met noteringen in de NPO Radio 2 Top 2000 | '16 | '17 | '18 | '19 | '20 | '21 | '22 | '23 | '24 |
| ------------------------------------------------ | --- | --- | --- | --- | --- | --- | --- | --- | --- |
| Sabotage                                         | 548 | 560 | 734 | 827 | 847 | 730 | 812 | 780 | 844 |

1. ↑  Een vetgedrukt getal geeft de hoogste notering aan.
2. ↑  2016 was het eerste jaar met een notering voor dit nummer.